# ジャックと豆の木
『ジャックと豆の木』（英: Jack and the Beanstalk）は、イギリスの童話。

## 有名なバージョン
もっとも有名なのは、ジョセフ・ジェイコブス（1854年-1916年、オーストラリアのシドニー出身のユダヤ人の民話研究者）が1890年に編んだ43編の民話集、English Fairy Tales（『イングランド民話集』）に記述された一篇Jack and the Beanstalkである。この民話集は大英博物館にあったアングロサクソンの民話を再話したものである。

## あらすじ
イングランドのアルフレッド大王時代のある日、ジャックは母親に言われて牝牛を市場へと売りに行く。しかし、途中で会った老人の魔法の豆と牝牛を交換してしまう。家に帰ると怒った母親により豆を庭に捨てられるが、次の朝にその豆は巨木へと成長していた。ジャックは豆の木を登り雲の上にある巨人の城にたどりつく。城で出会った巨人の妻はジャックに、夫はogre（オーガ）なので早く逃げるようにと言うが、ちょうど巨人が帰ってきてしまう。巨人の妻はジャックを隠すが、巨人はEnglishman（イングランド人）の匂いがすると言う。巨人が寝た後、ジャックは金貨と銀貨の入った袋を奪って家に帰る。味をしめたジャックは後日金の卵を産む鶏を奪う。しかし、そのまた後日に、魔法のハープを持っていこうとした時にハープが喋り出し巨人は起きてしまう。急いで地上に戻ったジャックは豆の木を斧で切り、追って来ていた巨人は落ちて死んでしまう。途端に金の卵を産む鶏も魔法のハープも消えてしまったが、母親はジャックの無事を心から喜ぶ。
楽をして掴んだ幸せに価値がないことを悟ったジャックは真面目に働くようになり、母子ともども幸せに暮らした。
版によっては、巨人の宝はかつてジャックの亡父が持っていた物としているものもある。

## 後日談
本来は巨人から金の卵を産む鶏、金と銀の入った袋、歌うハープを奪ったジャックがそれらの宝物を手に母親と幸せに暮した結末が多いが、その後を描いた後日談的エピソードが描かれたバージョンがある。
- 巨人から奪った宝物の財力を当てにしたジャックは一仕事もせず遊び暮らしていた時期があったが、鶏は金の卵を産まなくなり、袋は金と銀を出し尽くしてしまう。宝物を持ち帰ることをよく思っていなかった母親は、『本当の幸せは他人から奪ったものに頼らず、額に汗を流して、自分の努力で掴むものだよ』とジャックを諭し、『この麦の種を立派に育ててごらん。そうすれば幸せがどんな物かわかるよ』と麦の種を託す。

それ以外でも巨人を倒した後「宝物が無くたって、母さんはジャックが無事でいてくれるだけでいいのよ？」と涙ながらに喜ぶ展開もあり、働き者に戻る展開は同様となっている。
- ジャックが農業以外でもハーブの演奏家として活躍する場合もあり、貴族の一人娘や国のお姫様に見初められる。惹かれあった2人は結婚し、大金持ちになってからも貧乏だった頃を忘れず一生懸命働いたので国は豊かになっていった。

## その他
SFでの比喩
この話になぞらえて、SFなどで軌道エレベータの事をBeanstalk（豆の木）と呼ぶ事がある。
ゲーム
任天堂のゲーム『スーパーマリオブラザーズ』シリーズでは、豆の木を登ることで雲の上まで行くことができる。

## 派生作品
藤子・F・不二雄作品
藤子・F・不二雄の 『ドラえもん』には「ジャック豆」という、童話と同じスタイル（ただしこちらは地面に埋めて水をかければすぐ生える）のひみつ道具が存在する。
『世界名作童話』の中で、『ジャックと豆の木』のパロディを描いているが、こちらでは何故か「ジャック豆」の存在がドラえもん本人によって「ない」とされている。
アメリカのテレビドラマ
1983年にアメリカ合衆国で放送されていたシェリー・デュヴァルがホストのオムニバスドラマ『フェアリーテール・シアター』の1エピソードとして、デニス・クリストファー、エリオット・グールドら出演で映像化された。
2001年に『ジャックと豆の木』を元にした『ビーンストーク ジャックと豆の木』が放送。
アメリカの映画
2013年に『ジャックと豆の木』を元にしたファンタジー映画『ジャックと天空の巨人』（ニコラス・ホルト主演）が公開された。
2010年の"Jack and the Beanstalk"（クロエ・グレース・モレッツ主演）の邦題も『ジャックと天空の巨人』であるが、別の作品である。
アメリカのOVA
トムとジェリー ジャックと豆の木
日本のアニメ映画
ジャックと豆の木 (1974年の映画)、日本ヘラルド映画（カラー、97分、製作：グループ・タック、監督：杉井ギサブロー)。※　ミュージカルアニメ。
サンリオ作品
サンリオ世界名作ビデオ ポチャッコの「ジャックと豆の木」  - OVA
けろけろけろっぴの大冒険 ふしぎな豆の木 - OVA
タキシード・サムのジャックとまめのき サンリオキャラクターの世界名作 - 絵本
日本の小説
『ジャックと豆の木』星新一著。雲の上の巨人が宇宙船に乗って地球にやってきたパーラ星人であるというSFショートショート。
楽曲
種ともこのデビューアルバム「いっしょに、ねっ。」に収録の「不思議な樹」は『ジャックと豆の木』を題材にしている。